# Mochizuki Yūko

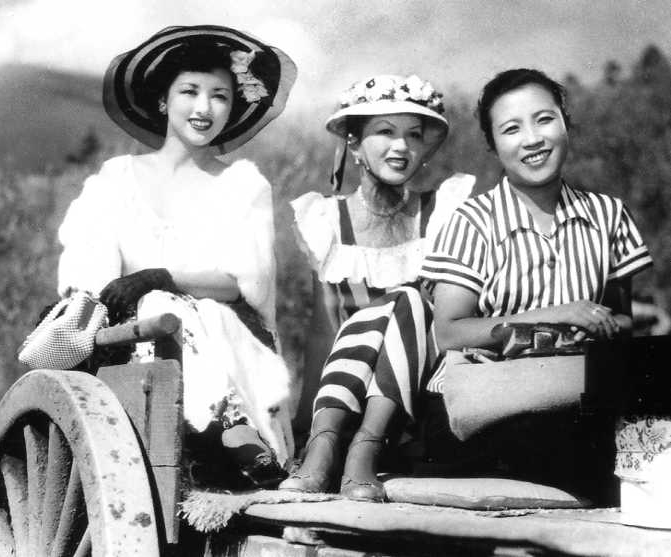
Mochizuki Yūko, rechts

Mochizuki Yūko (japanisch 望月優子, eigentlicher Name Suzuki Mieko; geboren 28. Januar 1917 in der Präfektur Kanagawa; gestorben 1. Dezember 1977) war eine japanische Filmschauspielerin.

## Leben und Wirken
Mochizuki Yūko wirkte in verschiedenen Filmen unter der Regie von Shibuya Minoru (1907–1980) mit, darunter 1948 in „Yonnimme no shikujo“ (四人目の淑女) – „Die vierte Frau“. Sie trat auf in Kinoshita Keisukes Filmen „Nihon no higeki“ (日本の悲劇) – „Eine japanische Tragödie“ 1953, „Narayama-bushi kō“ (楢山節考) – „Die Ballade von Narayama“, und in „Karemen kokyō ni kaeru“ (カルメン故郷に帰る) 1951 – „Carmen kehrt heim“. Sie trat auf in Naruse Mikios „Bangiku“ (晩菊) – „Späte Chrysanthemen“ 1954, in Imai Tadashis „Kome“ (米) – „Reis“ 1958, und in Yamamoto Satsuos „Niguruma no uta“ (荷車の歌) – „Das Lied vom Lastkarren“, 1959.
In ihren besten Rollen war sie die ideale japanische Mutter, stark, bereit zur Selbstaufgabe. 1971 erreichte sie bei den Parlamentswahlen einen Sitz im Oberhaus. Sie verfasste eine Autobiografie „Ikite aishite engi shite“ (生きて愛して演技して) – „Ich lebte, ich liebte, ich trat auf“.
Mochizuki wurde 1958 als Beste Hauptdarstellerin in „Kome“ und unter der Regie von Kimura Sotoji, in „Unagi tori“ (うなぎとり) – „Aalfang“ mit dem Blue Ribbon Award ausgezeichnet.